# Tanakia lanceolata
Tanakia lanceolata är en fiskart som först beskrevs av Coenraad Jacob Temminck och Hermann Schlegel, 1846.  Tanakia lanceolata ingår i släktet Tanakia och familjen karpfiskar. Inga underarter finns listade i Catalogue of Life.